# Břeclav
Břeclav (tjekkisk udtale: [ˈbr̝ɛtslaf] ; tysk: Lundenburg) er en by i er en by  i regionen Sydmæhren i Tjekkiet. Den har omkring 25.000 indbyggere.
Bydelene Charvátská Nová Ves og Poštorná er administrative dele af Břeclav.
Byens navn er afledt af det tjekkiske navn på grundlæggeren af det lokale slot, hertug Bretislav 1. Det tidligere tyske navn er sandsynligvis afledt af navnet på en slavisk stamme, som boede i området.

## Geografi
Břeclav ligger omkring 50 km  sydøst for Brno ved grænsen til Østrig. Det grænser op til den østrigske by Bernhardsthal. Břeclav ligger omkring 10 km  nordvest for den slovakiske grænse ved Kúty og omkring 65 km nord for den østrigske hovedstad Wien.
Břeclav ligger i  lavlandet Dolnomoravský úval i den varmeste del af landet. Floden Thaya løber gennem byen. I den sydlige del af det kommunale område er der vild kantskov bestående af løvtræer.

## Historie

### 6.-10. århundrede
Området blev bosat af slaviske stammer allerede i det 6. århundrede. I slutningen af det 8. århundrede blev en stor slavisk gord, i dag kaldet Pohansko (som betyder "et hedensk sted"), etableret sydøst for den nuværende by. I det 9. århundrede blev det et betydningsfuldt centrum for Stormæhren. Der har sandsynligvis eksisteret en landbrugsbebyggelse i området Stará Břeclav, og bjerget tjente som et skjulested for dens indbyggere. I det 10. århundrede blev den forladt.

### 11.-15. århundrede
Efter 1041 blev et grænseslot anlagt her af hertug Bretislav 1. Den første skriftlige omtale af Břeclav er fra 1046, hvor den blev omtalt med sit latinske navn Bretyzlawe. I anden halvdel af det 13. århundrede blev slottet ombygget til en massiv romansk fæstning. Slottet skiftede ofte ejere. I begyndelsen af det 15. århundrede blev det erhvervet af huset Liechtenstein.
Under hussitterkrigene blev slottet en militærbase for hussitterne, og den nærliggende bosættelse blev plyndret. Indbyggerne måtte flygte og grundlagde en ny købstad nedenfor slottet på den anden side af Thaya-floden, kaldet Nová Břeclav ("Ny Břeclav"). Det oprindelige sted er blevet kaldt Stará Břeclav ("Gamle Břeclav") siden dengang.

### 16.-19. århundrede
I 1534 blev Břeclav-godset erhvervet af Zierotinerne. Familien byggede slottet om til en renæssanceresidens, som også beholdt sin militære funktion. I 1500-tallet indtraf velstanden med blomstrende landbrug, håndværk og videnskab. Udviklingen endte med Trediveårskrigen. Efter slaget ved Det Hvide Bjerg blev Břeclav-godset konfiskeret. I 1638 købte Liechtensteinerne den ødelagte ejendom.
Břeclavs jødiske samfund blev først dokumenteret i det 16. århundrede, selvom nogle individuelle jøder kan være ankommet tidligere, i det 14. eller begyndelsen af det 15. århundrede. Den jødiske befolkning uddøde under Trediveårskrigen. Nye jødiske bosættere kom i 1650.
Opsvinget efter krigen gik langsomt. I 1742 blev Břeclav ødelagt af en stor brand. Indtil 1830'erne var både Břeclav og Stará Břeclav ubetydelige små landbrugskøbstæder og havde tilsammen omkring 3.000 indbyggere. I 1836–1839 blev jernbanen fra Brno til Wien bygget, og den økonomiske udvikling startede. Der blev etableret tømmer- og fødevarefabrikker, og befolkningen begyndte at vokse. I 1872 fik Břeclav byrettigheder.

### Moderne historie
I 1919 fusionerede tre oprindelige kommuner (Břeclav, Stará Břeclav og den jødiske kommune Břeclav). Fra 1938 til 1945 var Břeclav en del af Nazityskland, selvom de fleste af byens befolkning talte tjekkisk. Det jødiske samfund forsvandt som følge af Holocaust. Den tyske befolkning blev fordrevet efter 2. verdenskrig. I 1974 blev Poštorná og Charvátská Nová Ves, som havde været dele af Niederösterreich indtil Saint-Germain-en-Laye-traktaten i 1919, tilsluttet sig.
Den nordlige kant af Břeclav blev stærkt beskadiget af tornadoen i Sydmähren i 2021.

## Seværdigheder
Břeclav-slottet blev ombygget til dets nuværende nygotiske kunstige ruiner i første halvdel af det 19. århundrede. Det blev genopbygget af Liechtensteinerne under etableringen af kulturlandskabet Lednice-Valtice. I dag ejes det af byen. Et af dets tårne fungerer som et udsigtstårn.
Den vestlige og sydlige landlige del af Břeclav ligger i kulturlandskabet Lednice-Valtice, som har været på UNESCOs verdensarvsliste siden 1996. Et af dets hovedseværdigheder, der ligger på Břeclavs område, er Apollo-templet. Det blev bygget efter design af Joseph Kornhäusel i 1817-1819.
Lednice-Valtice kulturlandskab omfatter også Pohansko, et arkæologisk sted fra Stormæhrens tid midt i flodskovene. De arkæologiske fund præsenteres i Pohansko Slot. Det lille jagtslot blev bygget her af Liechtensteinerne i Empire-stil i 1810-1812. I Pohansko-området ligger også det lille Befæstningsmuseum i en renoveret bunker.